# The Silver Lining: The Songs of Jerome Kern
The Silver Lining: The Songs of Jerome Kern — студійний альбом американського виконавця Тоні Беннетта, записай разом із піаністом Біллом Чарлапом; виданий 25 вересня 2015 року на лейблі RPM / Columbia. Цей диск присвячений Джеромі Керну, класику американського джазу, який і є автором музики. Альбом отримав премію Греммі у категорії «Найкращий вокальний альбом у стилі традиційний поп». У США платівка очолила Jazz Albums чарт та досягла № 89 у чарті Billboard 200.

## Список композицій
| #     | Назва                        | Тривалість |
| ----- | ---------------------------- | ---------- |
| 1.    | «All The Things You Are»     | 4:37       |
| 2.    | «Pick Yourself Up»           | 2:55       |
| 3.    | «The Last Time I Saw Paris»  | 3:24       |
| 4.    | «I Won't Dance»              | 3:12       |
| 5.    | «Long Ago and Far Away»      | 3:23       |
| 6.    | «Dearly Beloved»             | 3:29       |
| 7.    | «The Song Is You»            | 3:55       |
| 8.    | «They Didn't Believe Me»     | 4:49       |
| 9.    | «I'm Old Fashioned»          | 2:45       |
| 10.   | «The Way You Look Tonight»   | 2:54       |
| 11.   | «Yesterdays»                 | 3:30       |
| 12.   | «Make Believe»               | 2:18       |
| 13.   | «Nobody Else But Me»         | 2:40       |
| 14.   | «Look for the Silver Lining» | 2:36       |
| 46:27 |                              |            |